# Hecatombe

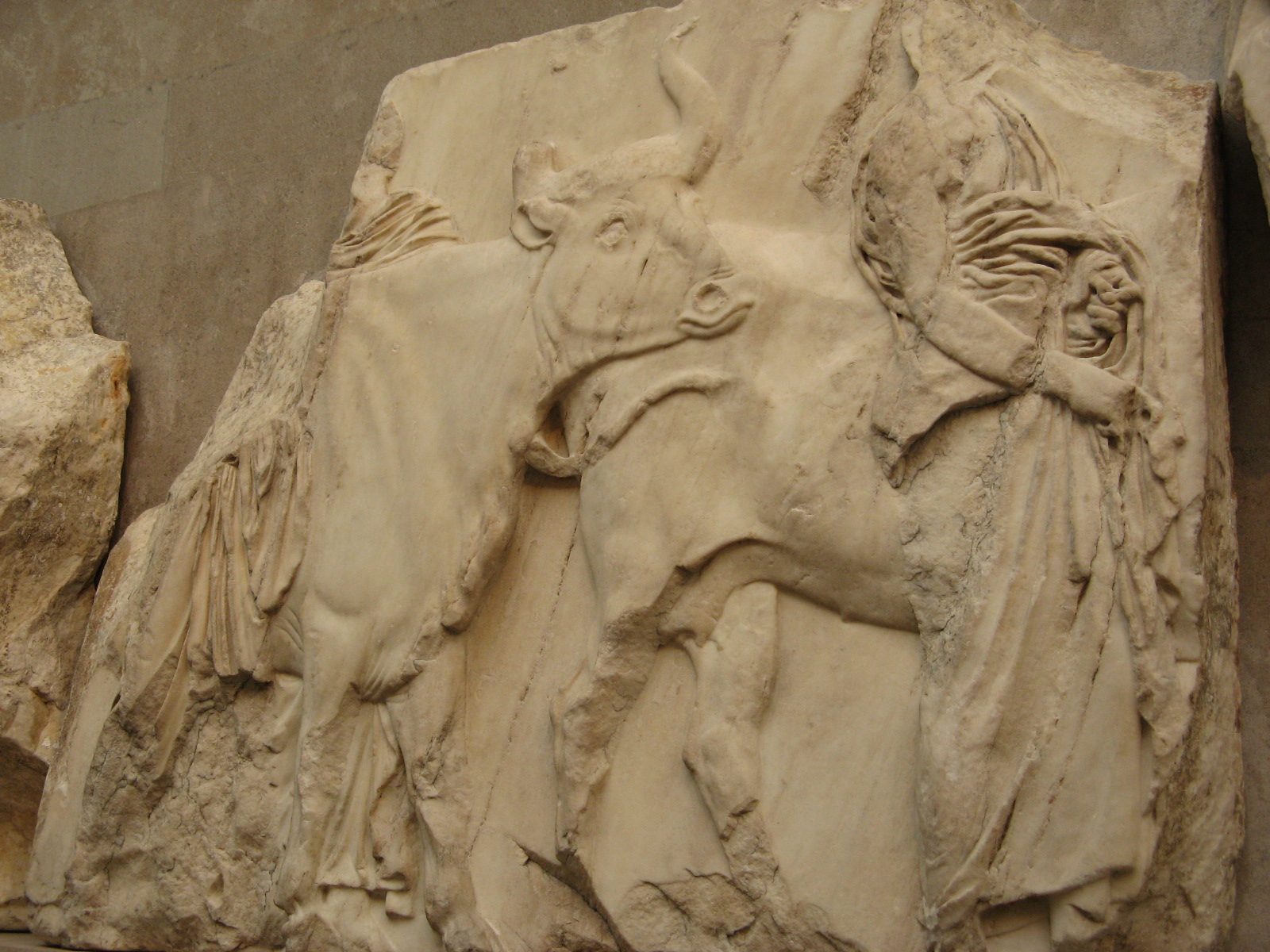
Bueyes llevados al sacrificio.

Una hecatombe (en griego ἑκατόμβη, hekatómbê) designaba originalmente, en la Antigua Grecia, un sacrificio religioso de cien bueyes.
Popularmente se usa para señalar una gran catástrofe, con gran mortandad.
La palabra proviene de los términos del griego antiguo ἑκατόν, hekatón, «cien», y βοῦς, boũs, «buey». Muy pronto, el uso de la palabra se extendió a todo sacrificio con gran número de víctimas, independientemente del número de ellas y del tipo de animal sacrificado. Así, se encuentra en la Ilíada una hecatombe de doce bueyes, otra de cincuenta carneros, y, en la Odisea, una de ochenta y un bueyes.
El mito de Prometeo, contenido en la Teogonía de Hesíodo, nos narra cómo este titán engañó a Zeus dividiendo un buey sacrificado en dos partes, y pidiéndole al dios que eligiese entre ellas; el astuto titán había colocado en una parte todas las ricas carnes y vísceras, y en la otra solamente los huesos, pero cubiertos con las grasas para que pareciera gorda y suculenta; cuando el crónida (Zeus) cae en el engaño y elige esta última parte, Prometeo se queda con la carne y las vísceras del buey, que comparte con los humanos. Furioso, Zeus a partir de entonces obliga a los hombres a quemar grasa de animales, de donde nace esta nueva forma de comunicación con los dioses olímpicos.

## Hecatombeas
La palabra Hécatombaia (Hecatombeas), transliteración del griego antiguo Έκατομβαϊα, designa, de una manera general, a las fiestas religiosas en que se celebraban hecatombes. La mayoría de las Hecatombeas no eran fiestas independientes, sino que formaban parte de un conjunto más vasto de festividades.
Se celebraban Hécatombaia dedicadas a varios dioses diferentes:
- A Apolo Hecatombaios (griego antiguo Έκατομβαϊος): en Atenas, durante el mes de Hecatombeon; se ignora cómo se desarrollaban estas Hecatombaia. Asimismo en Miconos, y también en honor de este dios: en este caso sabemos que eran inmolados diez bueyes y diez corderos; y que la fiesta podía estar acompañada de concursos musicales.
- A Atenea: también en Atenas, y en el mismo mes de Hecatombeon, tenían lugar las Grandes Panateneas dedicadas a esta diosa.
- A Hera: durante las Hereas, la gran fiesta que se le dedicaba a esta diosa en Argos.